# Gorka Magallón Elosegui
Gorka Magallón Elosegi (Sant Sebastià, ?) és un guionista de cinema i de televisió. Als sis anys es va traslladar a Madrid, on va estudiar periodisme i fou becari a Diario Vasco. Amb 24 anys va ingressar a l'Escola Oficial de Cinema, on s'especialitzà en guionatge.
Ha fet guions per a conegudes sèries de televisió com El internado (2007) o Los hombres de Paco. L' arribà el reconeixement el 2012 com un dels guionistes de Les aventures de Tadeu Jones, per la qual va rebre el Goya al millor guió original, el Gaudí a la millor pel·lícula d'animació i la Medalla del Cercle d'Escriptors Cinematogràfics al millor guió adaptat.

## Filmografia
- Tadeo Jones y el sótano maldito (2007)
- El internado (2007-08)
- Prime Time (2008)
- Los hombres de Paco (2009-10)
- 18 (2009)
- ¿Qué fue de Jorge Sanz? (2010)
- Les aventures de Tadeu Jones (2012)
- Luna, el misterio de Calenda (2012)
- Vírgenes (curtmetratge, 2014)
- Cracks (2017)
- La gran aventura dels Lunnis i el llibre màgic (2019)